# Ивко, Валерий Никитович
Валерий Никитович Ивко (укр. Валерій Микитович Івко; 18 августа 1941 — 28 февраля 2022) — советский и украинский домрист, композитор, дирижёр, педагог, профессор (1991). Заслуженный артист УССР (1979), лауреат Премии им. С. Прокофьева (1997). Член НСКУ (1992).

## Биография
В 1963 году окончил Одесскую консерваторию (класс В. Касьянова), а в 1966 году — ассистентуру-стажировку при Киевской консерватории (руководитель М. Гелис). Лауреат Всеукраинского конкурса музыкантов-исполнителей (Киев, 1968).
С 1966 года работает в Донецкой музыкальной академии: в 1967—1981 и 1988—1992 годах заведовал кафедрой народных инструментов, с 1992 года — струнно-щипковых инструментов. В 1992 году основал и был художественным руководителем, дирижёром и солистом оригинального камерного оркестра виртуозов «Лик домер» при Донецкой музыкальной академии, признанного на Украине и за рубежом.
18 декабря 1997 года Валерий Ивко был зарегистрирован кандидатом в народные депутаты от избирательного блока «Вперёд, Украина!».
Ивко — домрист-виртуоз, репертуар которого составляли произведения преимущественно академической ориентации. Композиторская работа Ивко обогатила репертуар для четырёхструнной домры, что способствовало выведению инструмента на качественно новый академический уровень. Автор ряда научно-методических исследований по вопросам исполнительства на домре. Гастроли в странах СНГ, Польше, Германии, Нидерландах с сольными программами и симфоническими оркестрами. Имеет более 50 фондовых записей на Центральном телевидении (Москва), украинском радио и телевидении. Выпустил два компакт-диска.
Умер 28 февраля 2022 года. Был кремирован, прах похоронен в колумбарии Байкового кладбища.